# Salm Salmson
Salm (Sem) Salmson (Salomonson), född 24 juli 1766 i Prenzlau, Brandenburg, död 27 november 1822 i Stockholm, var en tysk-svensk hovgravör.
Salmson kom till Sverige 1789 genom förmedling av Aaron Isaac som var ledare för den judiska invandringen under Gustav III:s tid. Han utbildades i sigillgravyr av Aaron Isaac i Bützow i hertigdömet Mecklenburg-Schwerin och gick därefter i tre års lära i stensnideri och arbetade därefter i Isaacs verkstad mot en andel av halva vinsten. Så när han kom till Sverige var han redan utbildad sten- och sigillgravör. Han fick 1809 ett skyddsbrev som gravör och 1814 utses han till hovgravör. 
Han var gift från 1796 med Lea Moses och från 1804 med Fredrika Moses. Hans familj bestod av tolv barn, där sju kom att arbeta inom kulturella verksamheter, nämligen Rebecca Johanna Salmson, Johan Salmson, Abraham Salmson, Axel Salmson, Semmy Salmson,  Henrik Salmson och Jeanette Salmson. 